# Andrej Hadik
Andrej Hadik nebo Andrej Hadík (maď. András Hadik, něm. Andreas Hadik; 16. října 1710, Dunajský Klátov – 12. března 1790, Vídeň, Rakousko) byl uherský hrabě a rakouský polní maršál slovenského původu. Pocházel z turčianského slovenského zemanského rodu.

## Život
Pocházel ze šlechtického rodu Hadiků, narodil se jako syn kapitána Michala (Mihályho) Hadika a Františky (Franzisky) Hardyové. Rodiče ho dali studovat do jezuitského lycea, protože z něj chtěli mít jezuitského kazatele. Tato dráha ho však nenadchla, a tak roku 1730 studia zanechal a vydal se po stopách svého otce. Stal se husarem Gilániho pluku.
Vojenskou kariéru začal jako 22letý kornet (praporčík) v Dežöfiho (později 3.) husarském pluku. Velmi rychle postupoval na žebříčku vojenských hodností. V sedmé protiturecké válce byl již roku 1738 jmenován kapitánem. Svou odvahou natolik vzbuzoval pozornost velitelských kruhů, že povýšení šla poměrně rychle za sebou. Projevil se jako vynikající taktik, proto byl v roce 1744 ve věku 33 let povýšen na plukovníka a už o tři roky později se stal generálem. Rok 1756 mu přinesl hodnost podmaršálka.
Proslavil se v sedmileté válce (1756–63), zejména přepadením a obsazením Berlína (16. října 1757) v čele asi 3500 husarů a pěšáků, přičemž jeho jednotka při této nebezpečné akci ztratila pouze 10 mužů. Berlín se tehdy vykoupil za 300 000 tolarů, z nichž 25 000 dal Hadik svým vojákům. Zbytek poslal panovnici Marii Terezii. V roce 1758 byl vyznamenán řádem velkokříže Marie Terezie a povýšen na generála kavalérie Ke sklonku války, roku 1762, se stal hlavním velitelem císařských armád bojujících ve Slezsku. Následujícího roku byl jmenován polním maršálem a zároveň i povýšen do hraběcího stavu.
V letech 1764–68 plnil povinnosti jako civilně-vojenský místodržící Sedmihradska. Později byl mezi lety 1772 až 1774 jmenován vojenským místodržícím Haličsko-Vladimirska. Poté až do roku 1790 vykonával funkci prezidenta Dvorské válečné rady (tj. ministra války) ve Vídni.
Tam také roku 1790 zemřel a byl pohřben na svém panství ve Futogu (dnes ve Vojvodině, Srbsko).

### Rodina
Za manželku měl hraběnku Františku Lichnowskou, měli spolu tři syny a dceru. Dva jeho synové se vydali na vojenskou dráhu. Syn Karel Josef (1756–1800) se roku 1796 stal polním podmaršálkem a nejmladší Andrej (1764–1840) dosáhl hodnosti husarského generála.